# اره چرخی مخملی
اره برقی مخملی (انگلیسی: Velvet Buzzsaw) یک فیلم در ژانر ترسناک و معمایی به کارگردانی دن گیلروی است که در سال ۲۰۱۹ منتشر شد.

## موضوع
بعد از کشف تعدادی تابلو از یک نقاش ناشناس، نیرویی ماورایی شروع به انتقام گرفتن از کسانی می کند که در راه هنر حرص و طمع داشتند.

## داستان
در میامی، منتقد هنری مورف وندوالت به همراه دوستش جوزفینا که در گالری هیِز متعلق به رودورا هیِز کار می‌کند، در یک نمایشگاه هنری شرکت می‌کند. رودورا پیش‌تر عضو گروه پانک راک «ولوت بازسا» بوده‌است. مورف که در رابطه‌اش با دوست‌پسرش اد احساس نارضایتی می‌کند، رابطه‌ای جنسی با جوزفینا آغاز می‌کند.
پس از بازگشت به لس‌آنجلس، جوزفینا با جسد مردی به‌نام وترال دیس در ساختمان محل زندگی‌اش مواجه می‌شود و وارد خانهٔ او می‌شود. آنجا مجموعه‌ای از نقاشی‌ها را می‌یابد که برخی از آن‌ها آسیب دیده‌اند. جوزفینا نقاشی‌ها را می‌دزدد تا به مورف و رودورا نشان دهد. هر دو مجذوب آثار دیس می‌شوند. رودورا تصمیم می‌گیرد تعدادی از آن‌ها را در گالری‌اش به نمایش بگذارد که با استقبال فراوانی روبه‌رو می‌شود. این آثار همچنین گرتچن (دوست مورف و مدیر آثار هنری)، پیرز (هنرمند سابق گالری هیِز) و دامریش (هنرمند نوظهور) را نیز شیفتهٔ خود می‌کند.
برای حفظ نایابی آثار، رودورا به یکی از کارکنان گالری به‌نام برایسون دستور می‌دهد نیمی از نقاشی‌ها را به انبار منتقل کند. در راه، یکی از تابلوها در اثر خاکستر سیگارش آتش می‌گیرد و او را می‌سوزاند و موجب تصادفش در یک پمپ‌بنزین متروکه می‌شود. هنگام تمیز کردن سوختگی‌ها، برایسون توسط گروهی از میمون‌های مکانیک به درون یکی از نقاشی‌ها کشیده می‌شود. کامیون او نیز آتش می‌گیرد و باقی آثار دیس در آن می‌سوزد.
مورف در جریان تحقیق دربارهٔ دیس متوجه می‌شود که او دوران کودکی خشونت‌آمیزی داشته که با قتل پدرش پایان یافته و پس از آن به بیمارستان روانی فرستاده شده‌است، جایی که روی او آزمایش‌های انسانی انجام شده و این وضعیت به بیماری روانی‌اش دامن زده‌است. جان داندون، رقیب رودورا در دنیای هنر، یک کارآگاه خصوصی استخدام می‌کند تا همین اطلاعات را بیابد. او قصد دارد داستان دیس را به مطبوعات اطلاع دهد، اما دستی ناشناس با استفاده از شال گردنش او را حلق‌آویز کرده و می‌کشد. کوکو، دستیار سابق رودورا که به‌تازگی برای جان کار می‌کرد، جسد او را می‌یابد.
مورف متوجه می‌شود که یکی از دست‌های نقاشی دیس حرکت می‌کند. با وجود معاینهٔ چشم‌پزشکش، توهم‌های او ادامه می‌یابد. آن شب، او از بایگانی‌دار گالری می‌شنود که دیس برای ساخت رنگ‌های قرمز و مشکی از خون استفاده می‌کرده‌است. رودورا که از آثار تازهٔ پیرز ناامید شده، او را به ویلای ساحلی‌اش می‌فرستد تا فقط برای خودش هنر خلق کند.
گرتچن ترتیبی می‌دهد تا چند اثر دیس همراه با اثری تعاملی به‌نام کره در موزه هنر شهر به نمایش گذاشته شوند. این اثر متعلق به مشتری اصلی گرتچن است. در همین حال، گرتچن با گفتن اینکه مورف هنوز به اد علاقه دارد، رابطهٔ او با جوزفینا را خراب می‌کند. شب پیش از افتتاح نمایشگاه، گرتچن دستش را وارد یکی از حفره‌های کره می‌کند، دستگاه دچار نقص می‌شود و دستش را قطع می‌کند و باعث مرگش از شدت خونریزی می‌شود. کوکو که تازه دستیار گرتچن شده بود، صبح روز بعد جسد او را پیدا می‌کند. با وجود یا شاید به دلیل مرگ گرتچن، توجه عمومی و تقاضا برای آثار دیس افزایش می‌یابد. مورف و جوزفینا پس از آنکه مورف می‌فهمد جوزفینا با دامریش رابطه دارد، از هم جدا می‌شوند.
توهم‌های مورف شدت می‌گیرند و او از رودورا می‌خواهد که فروش آثار دیس را متوقف کند. اما او این درخواست را نادیده می‌گیرد و با دانستن اینکه مورف قصد دارد مقاله‌ای منفی درباره آثار بنویسد، تلاش می‌کند هرچه زودتر و با قیمت‌های میلیونی آن‌ها را بفروشد. مورف کوکو را که بار دیگر بیکار شده، استخدام می‌کند تا آثار را دور بیندازد. در یک بار، دامریش به جوزفینا می‌گوید دیگر نمی‌خواهد آثارش را در گالری هیِز به نمایش بگذارد و آن‌ها هم از هم جدا می‌شوند. بیرون، جوزفینا به‌طرزی مرموز وارد گالری‌ای می‌شود که نقاشی‌های گرافیتی در حال ذوب شدن هستند و او را در بر می‌گیرند.
وقتی مورف در حال قراردادن آثار دیس در انبار است، متوجه اثر روباتیکی خاموش به‌نام هابومن می‌شود که پیش‌تر درباره‌اش نقد منفی نوشته بود. هابومن ناگهان فعال می‌شود و مورف را دنبال می‌کند تا اینکه در گوشه‌ای گیر می‌اندازد و با شکستن گردنش او را می‌کشد، در حالی که مورف برای بخشش التماس می‌کند.
صبح روز بعد، کوکو جسد مورف را پیدا می‌کند و تصویر هراسان جوزفینا روی دیواری از گرافیتی نقش بسته‌است. رودورا که حالا باور دارد مرگ‌ها به آثار دیس مرتبط‌اند، همهٔ آن‌ها را از خانه‌اش بیرون می‌اندازد. هنگام نشستن در حیاط، اره مدور خال‌کوبی‌شده روی گردنش شروع به چرخیدن می‌کند و گردنش را می‌برد و او را می‌کشد. در راه بازگشت به میشیگان و در مسیر فرودگاه ال‌ای‌ایکس، کوکو از کنار دستفروشی می‌گذرد که نقاشی‌های دیس را با قیمت پنج دلار می‌فروشد. او یکی از جعبه‌هایی را یافته که از کامیون برایسون بیرون افتاده بود. در همین حال، پیرز در ساحل نقش‌هایی منحنی روی شن‌ها می‌کشد که امواج آن‌ها را می‌شویند.

## بازیگران
- جیک جیلنهال
- رنه روسو
- تونی کولت
- زوی اشتن
- تام استاریج
- [ناتالیا دایر]
- [داوید دیگز]
- [بیلی مگنوسن]
- [جان مالکوویچ]